# Оксана Потапова
Оксана Потапова (1983 чи 1984 рік, схід України) — українська феміністка, дослідниця миротворчості та активістка. Досліджує також Вплив пандемії COVID-19 на домашнє насильство в Україні, економіку догляду (репродуктивну та неоплачувану працю). Засновниця «Театру для діалогу», організації, що допомагає жінкам, які постраждали внаслідок російсько-української війни, зокрема, війни на сході України.

## Життєпис
Потапова народилася в 1983 чи 1984 році і описує своє походження зі сходу України. У 2020 році вона почала навчання на магістратурі з гендерних досліджень, миру та безпеки в Лондонській школі економіки.

## Активізм
У 2014 році Потапова заснувала нежержавну організацію «Театр для діалогу», яка працює з жінками, постраждалими від війни на Донбасі, розвиваючи комунікацію між ними та допомагаючи їм відстоювати свої права на національному та міжнародному рівнях. Цілі «Театру діалогу» включають підтримку та популяризацію зусиль «великого волонтерського руху жінок, які організовують гуманітарні дії та діалог громади» щодо війни на Донбасі.
Потапова заявила, що моніторинг та посилення пандемічного контролю під час пандемії COVID-19 відсторонили поліцію від реагування на випадки домашнього насильства в Україні.На основі інтерв'ю з п'ятьма правозахисницями з різних регіонів України Потапова в травні 2020 року підтвердила висновки правозахисниць з інших країн, виявивши, що пандемія в Україні вразила жінок більше, ніж чоловіків. І що при цьому на жінок ліг більший тягар відповідальності по догляду за дітьми, навчання та ведення домашнього господарства, ніж на чоловіків. Іншими проблемами українок під час пандемії були: втрата роботи, відкладення судових справ про домашнє насильство.
У 2019 році Потапова зазначила, що термін «гендерна рівність» більше не є табу в Україні, але закони та політика для просування гендерної рівності слабкі, а війна на Донбасі загострила реальність дискримінації жінок.

### Економіка догляду
Потапова стверджує, що участь жінок у миротворчих процесах відрізняється від участі чоловіків, оскільки насильство, яке має бути зменшено, включає як насильство збройного конфлікту, так і насильство проти жінок у цілому. Вона також вважає важливою міжсекційність, щоб не лише жінки, але й дискриміновані меншини брали участь у мирних переговорах.
У грудні 2021 року Потапова висловила підтримку нещодавно запущеній Мережевій платформі ОБСЄ для жінок-лідерок, зокрема миротвориць і посередниць (Networking Platform for Women Leaders including Peacebuilders and Mediators). Вона стверджує, що жіночі організації повинні брати участь у розбудові миру.
Потапова виступала за заміну військових публічних дебатів про буття «на війні» та «ворогом», на «феміністський порядок денний» «турботи, підтримки, солідарності та рівності». Вона закликала залучати жінок до процесів прийняття рішень одразу, а не лише після кризи. Потапова стверджувала, що жіноча адвокація в Україні стає більш ефективною завдяки використанню даних досліджень та аналізу.
Потапова стверджує, що пандемія COVID-19 привернула увагу до ролі економіки догляду (care economy), частини неформальної економіки, «догляду за дітьми, материнства, догляду за людьми літнього віку, догляду за хворими, активізму» (репродуктивна праця), які, на її думку, мусять стати пріоритетом над «економікою, орієнтованою на прибуток».